# 天津市统计局
天津市统计局是中华人民共和国天津市人民政府主管天津市统计法规、规章，监督检查执行情况，并向市政府和国家有关部门报告；制定全市统计发展规划，并组织实施工作的直属机构。

## 内设机构
- 办公室
- 法规处
- 统计设计管理处
- 国民经济综合统计处
- 国民经济核算处
- 工业统计处
- 能源统计处
- 固定资产投资统计处
- 商业统计处
- 外经外贸统计处
- 滨海新区统计处
- 社会科技统计处
- 人口统计处
- 统计基础管理处
- 人事处（保卫处）
- 老干部处
- 财务基建处
- 服务业统计处
- 统计信息化管理处
- 局工会
- 计算中心
- 科研学会
- 教育中心
- 普查中心
- 执法大队
- 社情民意调查中心
- 资询中心
- 印刷室
- 机关党委[1]

## 下属区县统计局
- 和平区统计局
- 河西区统计局
- 河东区统计局
- 南开区统计局
- 河北区统计局
- 红桥区统计局
- 塘沽区统计局
- 汉沽区统计局
- 大港区统计局
- 东丽区统计局
- 西青区统计局
- 津南区统计局
- 北辰区统计局
- 武清区统计局
- 宝坻区统计局
- 蓟县统计局
- 宁河县统计局
- 静海县统计局[2]